# Lomba da Maia
Lomba da Maia ist eine portugiesische Gemeinde (Freguesia) im Kreis (Município) von Ribeira Grande auf der Azoreninsel São Miguel. In ihr leben 1048 Einwohner (Stand 19. April 2021).